# Lucius Junius Moderatus Columella
Columella (1. század) római mezőgazdász, író.

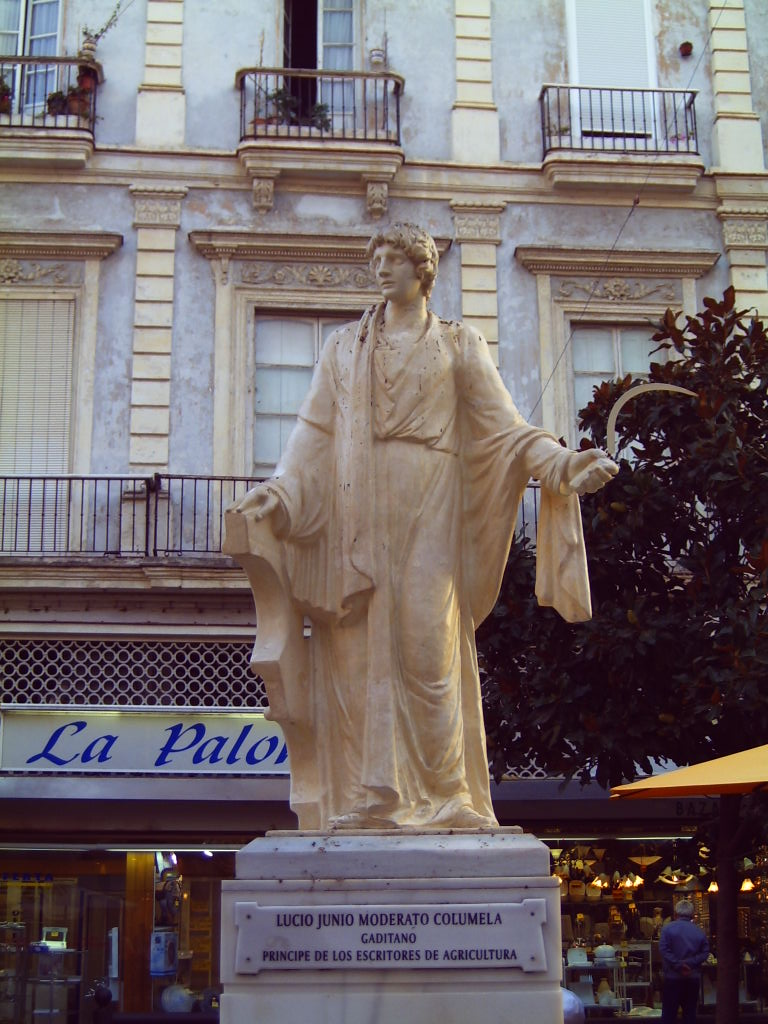
Lucius Junius Moderatus Columella szobra

Teljes neve: Lucius Junius Moderatus Columella. Gadesben született, Seneca és Nero kortársa volt. Híres munkája a Res rustica, a 12 könyvből álló, kertészetről szóló könyv. A 12 könyv közül a tizedik, a kertészetről szóló – mintegy Vergilius munkáját kiegészítve – hexameterekben íródott. A kötet 62 táján keletkezett, és egy bizonyos Publius Silvinusnak van ajánlva. E művön kívül fennmaradt egy rövidebb értekezése is De arboribus (A fákról) címen. Mindkét munka kiváló szakértelemről tanúskodik.

## Műve magyar nyelven
- De re rustica libri 12 et liber de arboribus / Lucius Junius Moderatus Columella XII könyvei a mezei gazdaságról, és egy különös az élőfákról, 1-2. Pest, Trattner kiadás, 1819. Fordította: Fábián József
- Lucius Iunius Moderatus Columella: A mezőgazdaságról; ford., jegyz., utószó Hoffmann Zsuzsanna; Lectum Kiadó, Szeged, 2005, ISBN 978-963-86649-8-3, 489 p.